# (3094) Chukokkala
(3094) Chukokkala es un asteroide perteneciente al cinturón de asteroides, descubierto el 23 de marzo de 1979 por Nikolái Stepánovich Chernyj desde el Observatorio Astrofísico de Crimea (República de Crimea).

## Designación y nombre
Designado provisionalmente como 1979 FE2. Fue nombrado Chukokkala en honor al  poeta soviético-ruso Kornej Ĉukovskij que hizo un recopilatorio titulado Ĉukokkala.